# Бабенская игрушка
Бабенская игрушка — русский народный промысел игрушек, которые вытачивают на токарном станке и полируют. Начал своё существование в деревне Бабенки Подольского уезда Московской губернии. Один из старейших токарных промыслов Подмосковья, а в настоящее время — единственный промысел Новой Москвы.

## О промысле
Первое упоминание о токарном промысле в Бабенках появилось в 1843 году. На протяжении второй половины XIX века деревенские мастера производили деревянные полированные вкладные и миниатюрные игрушки. Продукция пользовалась большим успехом на местных ярмарках и на столичном рынке.
Благодаря поддержке музея кустарных изделий, с 1906 года продукция бабенских мастеров попала на заграничный рынок. В 1911 году в деревне Бабенки была создана одна из первых игрушечных артелей в стране. В 1914 году в производстве игрушек было занято уже более 1000 мастеров из 40 деревень.
До 1917 года ассортимент изделий был представлен пасхальными яйцами, мелкими рюмками, чашечками, графинчиками, самоварами, грибками, баночками, подсвечниками, погремками.
В 1930-е годы в производстве игрушки участвовало четыре артели, в которых работали квалифицированные токари, полировщики, расписчики. В советское время эти игрушки производились миллионными тиражами и пользовались огромным успехов в дошкольных учреждениях — дидактические свойства игрушки, развивающие мелкую моторику и познавательные навыки ребёнка, ценили педагоги и родители.
По прейскурантам 1938 года, самостоятельная Бабенская фабрика выпускала 93 наименования крашеных полированных изделий.
До Великой Отечественной войны игрушечный ассортимент насчитывал до 250 наименований, а после — до 50 видов.
В 1958 году на Всемирной выставке в Брюсселе бабенским игрушкам была присуждена золотая медаль.
В 1968 году Бабенская фабрика становится филиалом Наро-Фоминской фабрики деревянных игрушек; с этого момента она теряет свою самостоятельность, а производство игрушек начинает сильно сокращаться.
К 1990-м годам промысел практически пришёл в упадок.
В 2001 году, с целью сохранения и возрождения бабенской деревянной токарно-полированной игрушки, в посёлке Шишкин лес была открыта детская художественная школа «Бабенская игрушка». Также при школе был создан «Дом токаря» — музей и творческая мастерская, что позволяет учащимся освоить полный цикл изготовления игрушек на аутентичном оборудовании под руководством местных мастеров. Одними из первых преподавателей ДХШ стали современные художники — заслуженный работник культуры России, педагог высшей категории Сергей Валентинович Виданов и Илья Андреевич Мовчан, возрождающие сегодня традиции бабенского токарного промысла.
Бабенская игрушка находится в собраниях Подольского краеведческого музея и Художественно-педагогического музея игрушки имени Н. Д. Бартрама. Большой коллекцией бабенской игрушки, среди которой есть редкие образцы, собранные ещё музеем кустарных изделий, обладает московский музей декоративно-прикладного искусства — в 2024 году здесь прошла выставка «До матрёшки. Бабенская игрушка», посвящённая истории промысла.